# Dysstroma shana
Dysstroma shana är en fjärilsart som beskrevs av Felix Bryk 1942. Dysstroma shana ingår i släktet Dysstroma och familjen mätare. Inga underarter finns listade i Catalogue of Life.